# Gonatus ursabrunae
Gonatus ursabrunae är en bläckfiskart som beskrevs av Jefferts 1985. Gonatus ursabrunae ingår i släktet Gonatus och familjen Gonatidae. Inga underarter finns listade i Catalogue of Life.